# ヴァッレラーノ
ヴァッレラーノ（伊: Vallerano）は、イタリア共和国ラツィオ州ヴィテルボ県にある、人口約2,400人の基礎自治体（コムーネ）。

## 地理

### 位置・広がり
ヴィテルボ県のコムーネ。県都ヴィテルボから東南東へ13kmの距離にある。

#### 隣接コムーネ
隣接するコムーネは以下の通り。
- カネピーナ
- カプラローラ
- カルボニャーノ
- ファブリカ・ディ・ローマ
- ソリアーノ・ネル・チミーノ
- ヴィニャネッロ

### 気候分類・地震分類
ヴァッレラーノにおけるイタリアの気候分類 (it) および度日は、zona E, 2113 GGである。
また、イタリアの地震リスク階級 (it) では、zona 3A (sismicità bassa) に分類される。